# オイローパ＝パルク・シュタディオン
オイローパ＝パルク・シュタディオン（ドイツ語: Europa-Park Stadion）は、ドイツ・フライブルクにあるサッカー専用スタジアム。
別称にモースヴァルトシュタディオン（ドイツ語: Mooswaldstadion）があり、これはスタジアムのある地区名から取られたより地域に根ざした愛称である。

## 概要
SCフライブルクが2021年まで使用していたシュヴァルツヴァルト・シュタディオンは、非近代的なスタジアムであり、ピッチもリーグ推奨のサイズよりひと回り小さかった。2012年12月、新スタジアム建設予定地として3つの候補地が選定され、2015年2月のフライブルク市民による投票の結果、58.2%の支持を得て現在の土地に建設されることが決定した。
7,600万ユーロの予算を掲げ、2018年11月16日、クラブは新スタジアムの建設計画を基に工事に取り掛かった。それから約2年後の2020年秋におおよその工事日程は終了したものの、新型コロナウイルスの影響によって予定していた2020-21シーズン開幕戦からの使用に間に合わず、結果的に2021年10月16日、ブンデスリーガのRBライプツィヒ戦で新スタジアムでの最初の公式戦が行われた。
スタジアムの所有者は、SCフライブルクではなく、フライブルク市が株式100%を取得しているStadion Freiburg Objektträger GmbH & Co. KGである。そのため、SCフライブルクは同社に毎シーズン最大380万ユーロの賃貸料を支払っている。

## アクセス
- トラム
  - フライブルク・イム・ブライスガウ・トラム（ドイツ語版）Freiburg Messe/Universität駅から徒歩1分

## ギャラリー

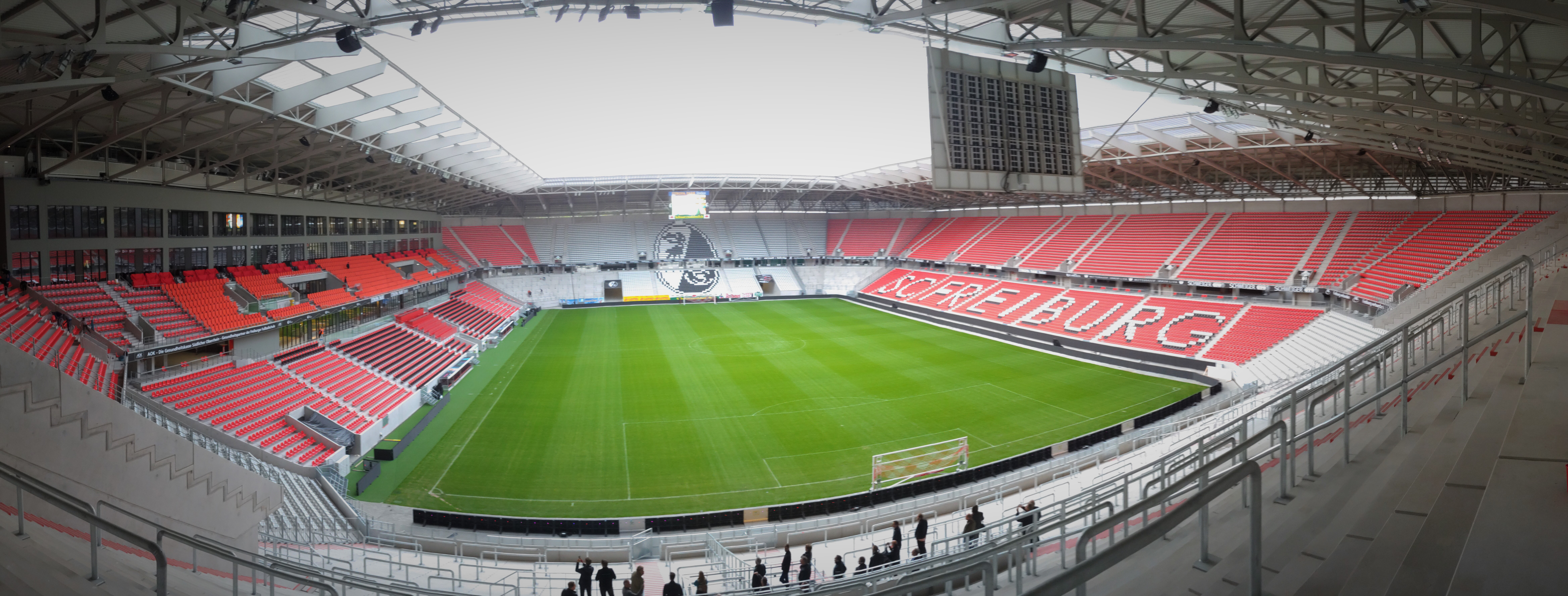
南スタンドからの景色
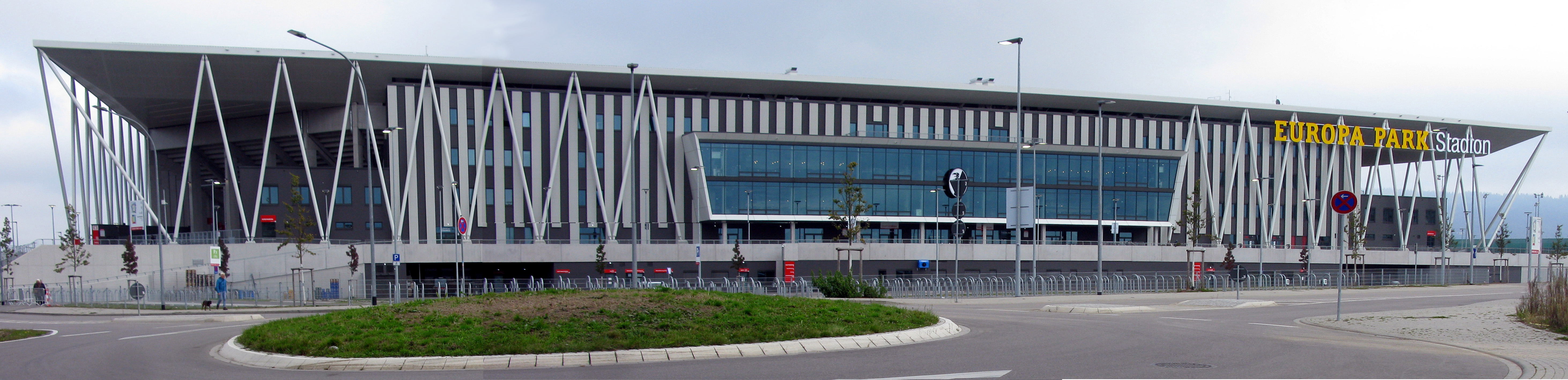
外観
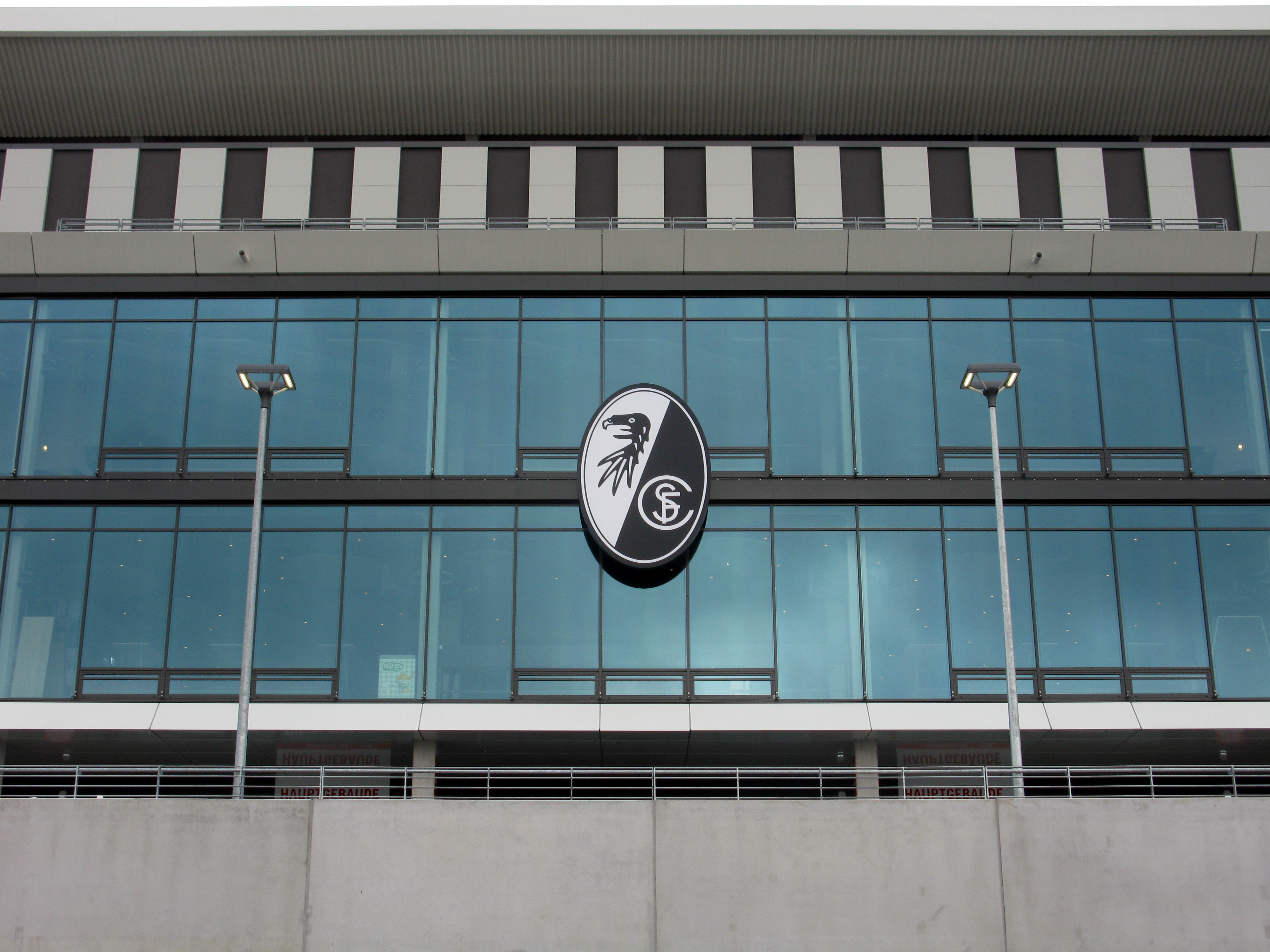
正面入口上のエンブレム
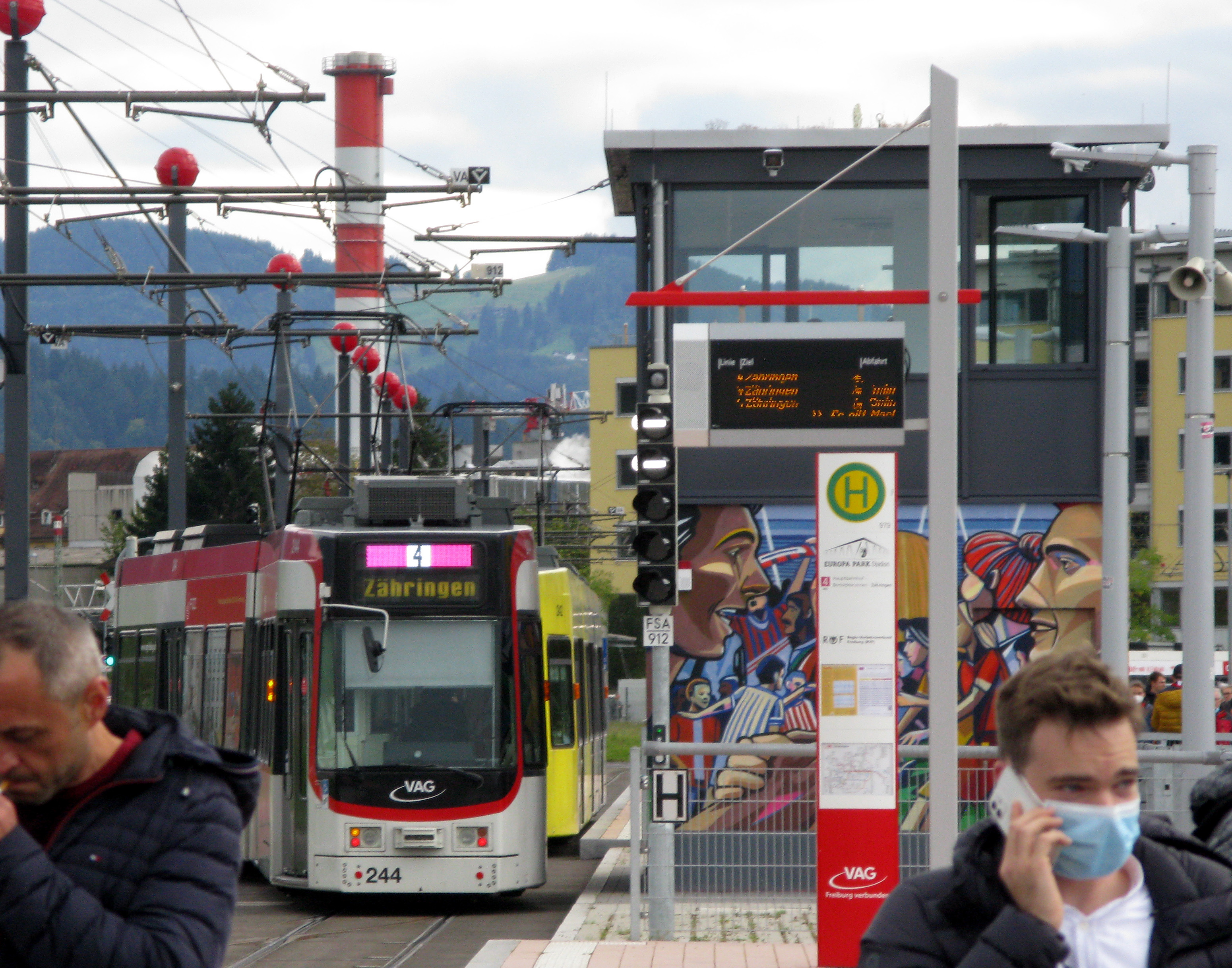
隣接するトラムの停留所
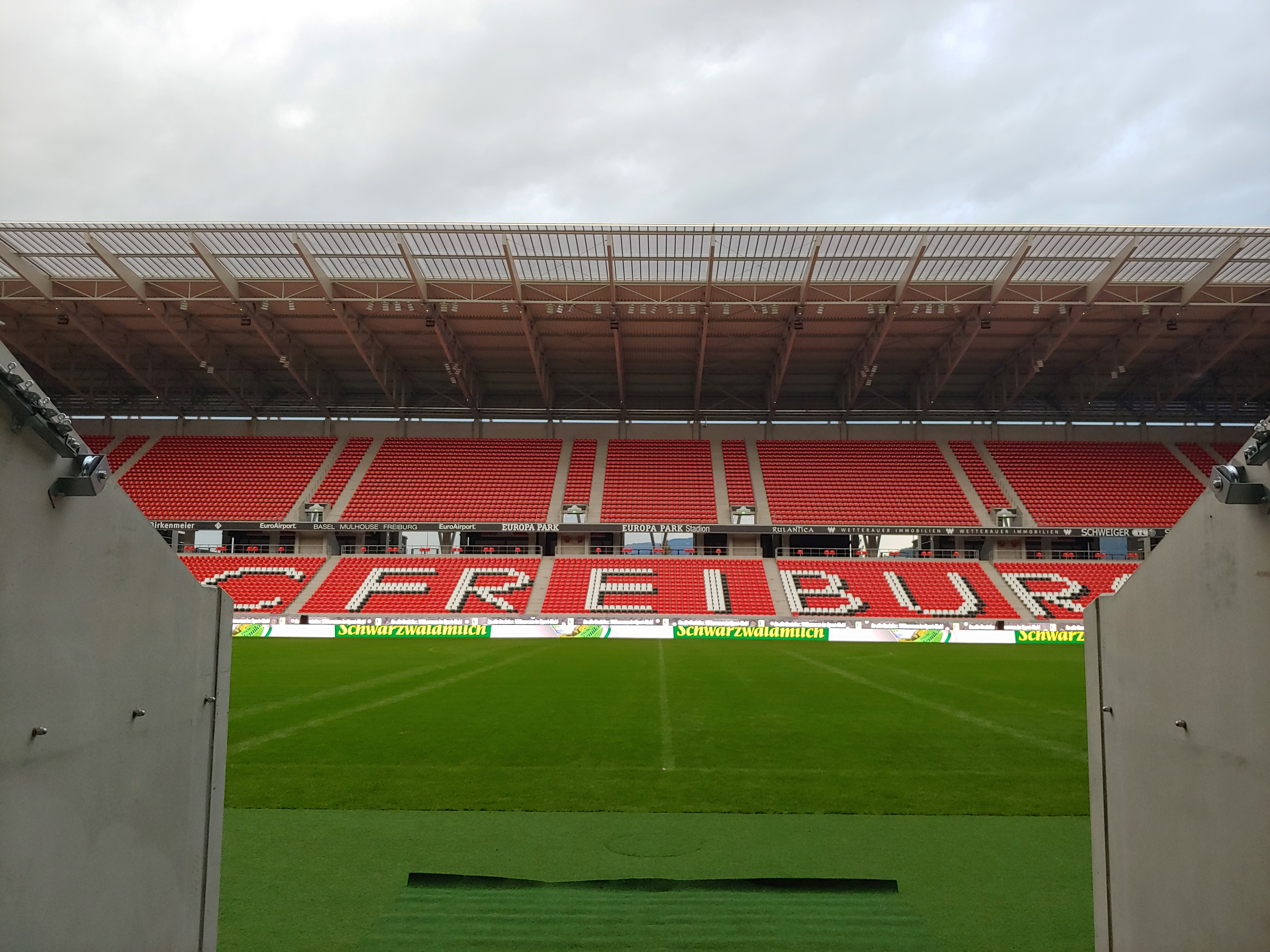
ピッチ入口